# Buellia tergua
Buellia tergua är en lavart som beskrevs av Bungartz. Buellia tergua ingår i släktet Buellia och familjen Physciaceae.   Inga underarter finns listade i Catalogue of Life.